# Michail Polisjtjuk
Michail Polisjtjuk (ryska: Михаил Михайлович Полищук; Michail Michajlovitj Polisjtjuk) född 10 januari 1989 i Moskva, är en rysk simmare, som är specialiserad på frisim. Han var med i laget som vann silver på 4x200 meter frisim vid Olympiska sommarspelen 2008 i Peking.

## Personliga rekord
Uppdaterad den 27 november 2010

### Kortbana
| Gren             | Tid     | Datum            | Plats    |
| ---------------- | ------- | ---------------- | -------- |
| 200 meter frisim | 1:43.84 | 7 november 2009  | Moskva   |
| 400 meter frisim | 3:39.81 | 10 december 2009 | Istanbul |

### Långbana
| Gren             | Tid     | Datum         | Plats  |
| ---------------- | ------- | ------------- | ------ |
| 200 meter frisim | 1:48.06 | 27 april 2009 | Moskva |
| 400 meter frisim | 3:55.22 | 6 juni 2007   | Samara |